# Jezioro Ślepe (gmina Płaska)
Jezioro Ślepe – jezioro dystroficzne w gminie Płaska, w powiecie augustowskim, w woj. podlaskim.
Jezioro leży na Równinie Augustowskiej, w Puszczy Augustowskiej. Jest to niewielkie, zarastające jezioro o bagnistych brzegach. Brzegi porośnięte są lasem. Nad jeziorem występuje wiele roślin bagiennych, między innymi rosiczki. Nocami nad jeziorem pojawiają się błędne ogniki. W pobliżu znajduje się wieś Mikaszówka.